# Wulfegunda
Wulfegunda (en francés, Wulfégonde, Wulfegundis o Vulfégonde) fue la esposa del rey franco Dagoberto I, que vivió en el siglo VII. Probablemente fuera la segunda esposa o, al menos, su segunda reina, después de Nantilde, según Fredegario.

## Biografía
Nada se sabe de ella, habiendo de ella sólo una mención en la Crónica de Fredegario: 

Entregado sin medida al exceso, él [Dagoberto] tuvo, como Salomón, tres reinas y una multitud de concubinas. Sus reinas fueron Nantilde, Wulfegunda y Bertilde. No de preocupo de incluir en esta crónica el nombre de sus concubinas, ya que son tantas.

Karl August Eckhardt ha sugerido que ella pudo ser hermana de un mayordomo de palacio llamado Wulfoaldo, padre de otra Wulfegonda y emparentado con otro mayordomo de palacio, Grimoaldo, padre de una Wulfetruda.